# Kristin Recke
Kristin Recke (* 4. November 1978 in Hohenmölsen, Kreis Hohenmölsen, Bezirk Halle) ist eine deutsche Journalistin und Moderatorin. Seit 2014 moderiert sie im NDR Fernsehen den Ostseereport.

## Leben
Kristin Recke begann ihre TV-Laufbahn 1998 als Fernsehautorin bei 99pro Autorenfernsehen in Leipzig. Von 1998 bis 2000 moderierte sie das Regionalmagazin des Welle-Süd-Fernsehens in Weißenfels. Im Jahr 2000 wechselte sie zu RTL Nord zunächst nach Hannover und später nach Kiel, arbeitete dort fünf Jahre als Redakteurin und Chefin vom Dienst für Guten Abend RTL und die dazugehörigen nationalen Formate wie RTL aktuell, Punkt 12, Extra – Das RTL-Magazin und Explosiv – Das Magazin.
Als Redakteurin und Reporterin unterstützte sie die ersten Digital-TV-Formate von Axel Springer. 2008 produzierte sie als Reporterin eine Online-Vorstellung der Hamburger Stadtteile für das Hamburger Abendblatt. Danach wechselte sie für sieben Jahre fest in das Team der Fernsehproduktion von Jokerproductions und Jokerpictures in Kiel. In deren Auftrag war sie weltweit als Autorin unterwegs und verantwortete als Redakteurin diverse Fernsehformate und Betreuung der Sender wie ProSieben (taff, Red), RTL2 (Die Geissens – Eine schrecklich glamouröse Familie), NTV, Vox (Goodbye Deutschland! Die Auswanderer) und den NDR.
2009 moderierte sie für das MDR Fernsehen die 4-teilige Sendereihe Die Selbermacher. In der 4-teiligen Sat.1-Staffel Der große Warencheck – wissen, was drin ist gehörte sie 2013 zum Moderationsteam. Für die Dokumentation Nordische Tiergeschichten schrieb sie auch das Drehbuch.
Für das Magazin Lust auf Norden des NDR Fernsehens hat sie als Reporterin mehr als 300 Filme produziert. Als Moderatorin steht sie regelmäßig für die Fernsehsendungen Schleswig-Holstein 18:00 und das Schleswig-Holstein Magazin vor der Kamera.
Im Verlag Gruner + Jahr schreibt sie als Autorin für die Magazine Guido und Brigitte Be Green.
Sie moderiert Veranstaltungen wie das NDR Festival und Podiumsdiskussionen zu Wassersportthemen und Wissenschaftskommunikation im Bereich Meer und Klima.